# HMS Bellerophon (1907)
O HMS Bellerophon foi um couraçado operado pela Marinha Real Britânica e a primeira embarcação da Classe Bellerophon, seguido pelo HMS Temeraire e HMS Superb. Sua construção começou em dezembro de 1906 no Estaleiro Real de Portsmouth e foi lançado ao mar em julho do ano seguinte, sendo comissionado em fevereiro de 1909. Era armado com uma bateria principal de dez canhões de 305 milímetros montados em cinco torres de artilharia duplas, tinha um deslocamento de mais de 22 mil toneladas e conseguia alcançar uma velocidade máxima de 21 nós.
O Bellerophon teve um início de carreira tranquilo e passou seus primeiros anos na Frota Doméstica. Com o início da Primeira Guerra Mundial em 1914 passou a integrar a Grande Frota, porém pouco fez durante todo o conflito e passou a maior parte de seu tempo realizando patrulhas de rotina e treinamentos no Mar do Norte. Sua única ação ocorreu na virada de maio para junho de 1916 na Batalha da Jutlândia. Foi considerado obsoleto depois do fim da guerra e usado como navio-escola até ser colocado na reserva em 1919, sendo descomissionado em 1921 e desmontado.

## Design e descrição

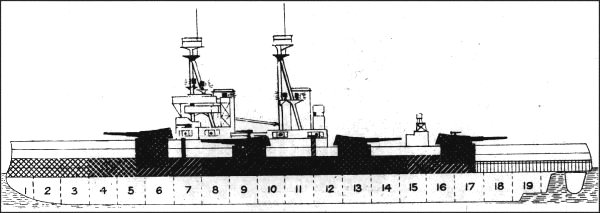
Vista lateral de Bellerophon de Jane's Fighting Ships, 1919

O projeto da Classe Bellerophon foi derivado do revolucionário HMS Dreadnought, com um ligeiro aumento de tamanho, blindagem e um armamento secundário mais poderoso. O Bellerophon tinha um comprimento total de 160, 3 metros, uma boca de 25,1 metros e um calado normal de 8,2 metros. Ele deslocava 18 596 toneladas em carga normal e 22 359 toneladas em carga máxima. Em 1909, sua tripulação contava com 680 oficiais e marinheiros e 720 em 1910.
Os Bellerophon eram movidos por dois conjuntos de turbinas a vapor de acionamento direto Parsons, cada uma acionando dois eixos, usando vapor de dezoito caldeiras Babcock & Wilcox. As turbinas foram avaliadas em 17 mil kiloWatts e pretendia-se dar ao navio uma velocidade máxima de 21 nós (39 quilômetros por hora). Durante os testes de mar do Bellerophon em 2 de novembro de 1908, ele atingiu uma velocidade máxima de 21,64 nós (40,08 quilômetros por hora) gerando 20 012 kiloWatts. O navio transportava carvão e óleo combustível suficientes para lhe dar um alcance de 5 720 milhas náuticas (10 590 quilômetros) a uma velocidade de cruzeiro de 10 nós (19 quilômetros por hora).

### Armamento e blindagem

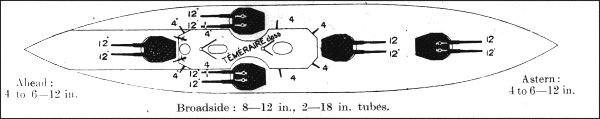
Vista em planta de Bellerophon de Jane's Fighting Ships, 1919

A Classe Bellerophon foi equipada com dez canhões Mk X de 305 milímetros de carregamento pela culatra (BL) em cinco torres duplas, três ao longo da linha central e as duas restantes como torres de asa. As torres da linha central foram designadas 'A', 'X' e 'Y', da frente para trás, e as torres das asas de bombordo e estibordo foram designadas 'P' e 'Q', respectivamente. O armamento secundário, ou anti- torpedeiro, era composto por 16 canhões BL Mk VII  de 102 milímetros. Dois desses canhões foram instalados nos tetos das torres centrais dianteiras e traseiras e nas torres das asas em suportes sem blindagem, e os outros oito foram posicionados na superestrutura. Todos os canhões secundários estavam em montagens simples. Os navios também foram equipados com três tubos de torpedos de 450 milímetros, um em cada costado e o terceiro na popa.
Os navios da Classe Bellerophon tinham um cinturão de linha d'água de blindagem cimentada Krupp de 254 milímetros de espessura entre as barbetas dianteiras e traseiras. Os três conveses blindados variavam em espessuras de 19 a 100 milímetros. As faces da torre da bateria principal tinham 279 milímetros de espessura, e as torres eram sustentadas por 229 a 254 milímetros de espessura.

### Modificações

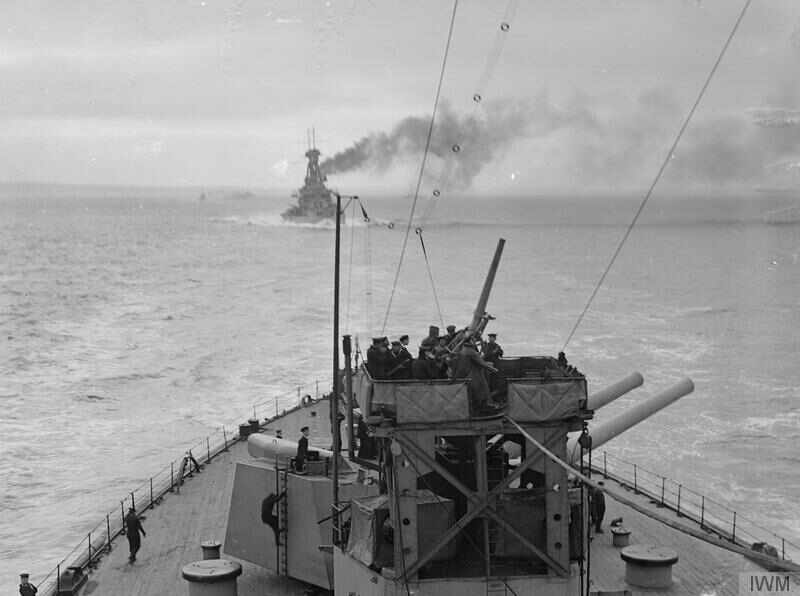
O canhão AA de 75 milímetros na antiga plataforma do holofote, c. 1918

Um diretor experimental de controle de fogo foi instalado no topo de observação dianteiro e revisado em maio de 1910. Os canhões no teto da torre dianteira foram transferidos para a superestrutura em 1913-1914 e os canhões do teto das torres das asas foram remontados na superestrutura traseira cerca de um ano depois; todos os canhões de 102 milímetros na superestrutura foram cobertos para proteger melhor suas tripulações. Além disso, um único canhão antiaéreo de 76 milímetros foi adicionado na antiga plataforma de holofotes entre as torres traseiras. Pouco depois, os canhões da torre de popa foram removidos, assim como um par da superestrutura. Na mesma época, outro canhão AA de 76 milímetros foi adicionado ao teto da torre traseira.
Em maio de 1916, um diretor foi instalado no alto do mastro do tripé dianteiro, mas não estava totalmente conectado até o final do mês, quando a Batalha da Jutlândia foi travada. Após a batalha, aproximadamente 23 toneladas de blindagem de convés adicional foi adicionada. Em algum momento do ano, o navio foi equipado para operar balões embarcados. Em abril de 1917, o Bellerophon trocou o canhão AA de três polegadas na torre 'Y' por um canhão de quatro polegadas e o tubo de torpedo da popa foi removido. Em 1918, um telêmetro de alto ângulo foi instalado, o canhão de quatro polegadas de popa de estibordo foi removido e o canhão AA de quatro polegadas foi movido para o tombadilho. Após o fim da guerra, ambas as armas AA foram removidas.

## Construção e carreira

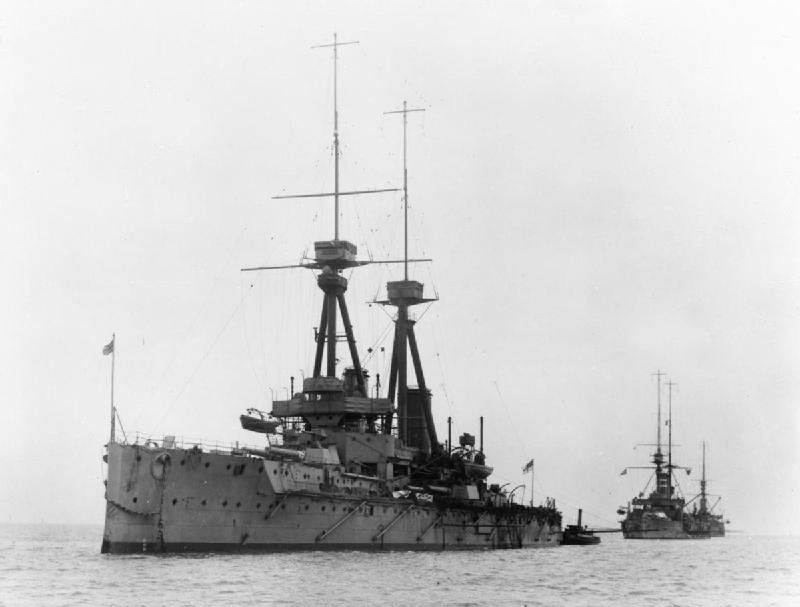
Bellerophon ancorado, 1911

O Bellerophon recebeu o nome do herói grego mítico Belerofonte e foi o quarto navio com seu nome a servir na Marinha Real. O navio foi encomendado em 30 de outubro de 1906 e foi batido no estaleiro HM, Portsmouth, em 3 de dezembro de 1906. Ele foi lançado em 27 de julho de 1907 e concluída em fevereiro de 1909. Incluindo seu armamento, seu custo foi estimado em 1 763 491 ou 1 765 342 libras esterlinas. O Bellerophon foi comissionado em 20 de fevereiro de 1909, sob o comando do Capitão Hugh Evan-Thomas, e designado para a Divisão Nore da Frota Doméstica, antes de ser renomeado para 1ª Divisão no mês seguinte. Ele participou de manobras de frotas combinadas em junho e julho e foi visitado pelo rei Eduardo VII e pelo czar Nicolau II da Rússia durante a Cowes Week em 31 de julho. O navio participou de manobras da frota em abril e julho e Evan-Thomas foi substituído pelo capitão Trevylyan Napier em 16 de agosto antes de começar uma reforma no final de 1910 em Portsmouth. O Bellerophon participou dos exercícios combinados para as frotas do Mediterrâneo, Doméstica e Atlântica em janeiro de 1911 e foi levemente danificado em uma colisão com o cruzador de batalha Inflexible em 26 de maio. O navio esteve presente durante a revisão de frota da Coroação do Rei Jorge V em Spithead em 24 de junho e então participou de exercícios de treinamento com a Frota do Atlântico. Ele foi reformado novamente no final do ano. Em 1º de maio de 1912, a 1ª Divisão foi renomeada para 1º Esquadrão de Batalha (EE). O navio esteve presente na Revisão Naval Parlamentar em 9 de julho em Spithead. O capitão Charles Vaughan-Lee substituiu Napier em 16 de agosto e depois o Bellerophon participou de manobras em outubro. Em novembro, ele se exercitou com a Frota do Mediterrâneo e visitou Atenas, Grécia. Vaughan-Lee foi substituído pelo Capitão Edward Bruen em 18 de agosto de 1913 e o navio foi transferido para o 4º Esquadrão de Batalha em 10 de março de 1914.

### Primeira Guerra Mundial

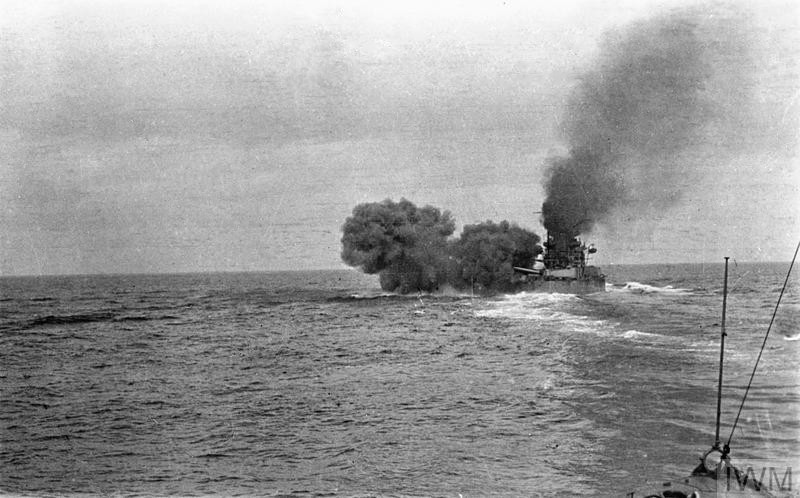
Bellerophon disparando seu armamento principal

O Bellerophon participou de um teste de mobilização e revisão da frota entre 17 e 20 de julho de 1914 como parte da resposta britânica à Crise de Julho. O navio estava a caminho de Gibraltar para sua reforma programada em 26 de julho, quando foi chamado de volta para se juntar à Frota Doméstica em Scapa Flow. Ele colidiu com o navio mercante SS St Clair quando saía de Orkney no dia seguinte, mas sofreu poucos danos. Em agosto, após a eclosão da Primeira Guerra Mundial, a Frota Doméstica foi reorganizada como Grande Frota, e colocada sob o comando do Almirante John Jellicoe. A maior parte ficou brevemente baseada (22 de outubro a 3 de novembro) em Lough Swilly, Irlanda, enquanto as defesas em Scapa foram reforçadas. Na noite de 22 de novembro, a Grande Frota realizou uma varredura infrutífera na metade sul do Mar do Norte; o Bellerophon ficou com o corpo principal em apoio ao 1º Esquadrão de Cruzadores de Batalha do Vice-Almirante David Beatty. A frota estava de volta ao porto de Scapa Flow em 27 de novembro. Em 16 de dezembro, a Grande Frota participou do ataque alemão a Scarborough, Hartlepool e Whitby, mas não conseguiu fazer contato com a Frota de Alto Mar. O Bellerophon e o 4º BS conduziram exercícios de tiro ao norte das Hébridas em 24 de dezembro e então se encontraram com o resto da Grande Frota para outra varredura do Mar do Norte em 25–27 de dezembro.
Os navios de Jellicoe, incluindo Bellerophon, realizaram exercícios de artilharia de 10 a 13 de janeiro de 1915 a oeste de Orkney e Shetland. Na noite de 23 de janeiro, a maior parte da Grande Frota partiu em apoio aos cruzadores de batalha de Beatty, mas eles estavam muito longe para participar da Batalha de Dogger Bank no dia seguinte. De 7 a 10 de março, a Grande Frota fez uma varredura no norte do Mar do Norte, durante a qual conduziu manobras de treinamento. Outro cruzeiro desse tipo ocorreu de 16 a 19 de março. Em 11 de abril, a frota patrulhou o centro do Mar do Norte e retornou ao porto em 14 de abril; outra patrulha na área ocorreu de 17 a 19 de abril, seguida por exercícios de artilharia em Shetland de 20 a 21 de abril.

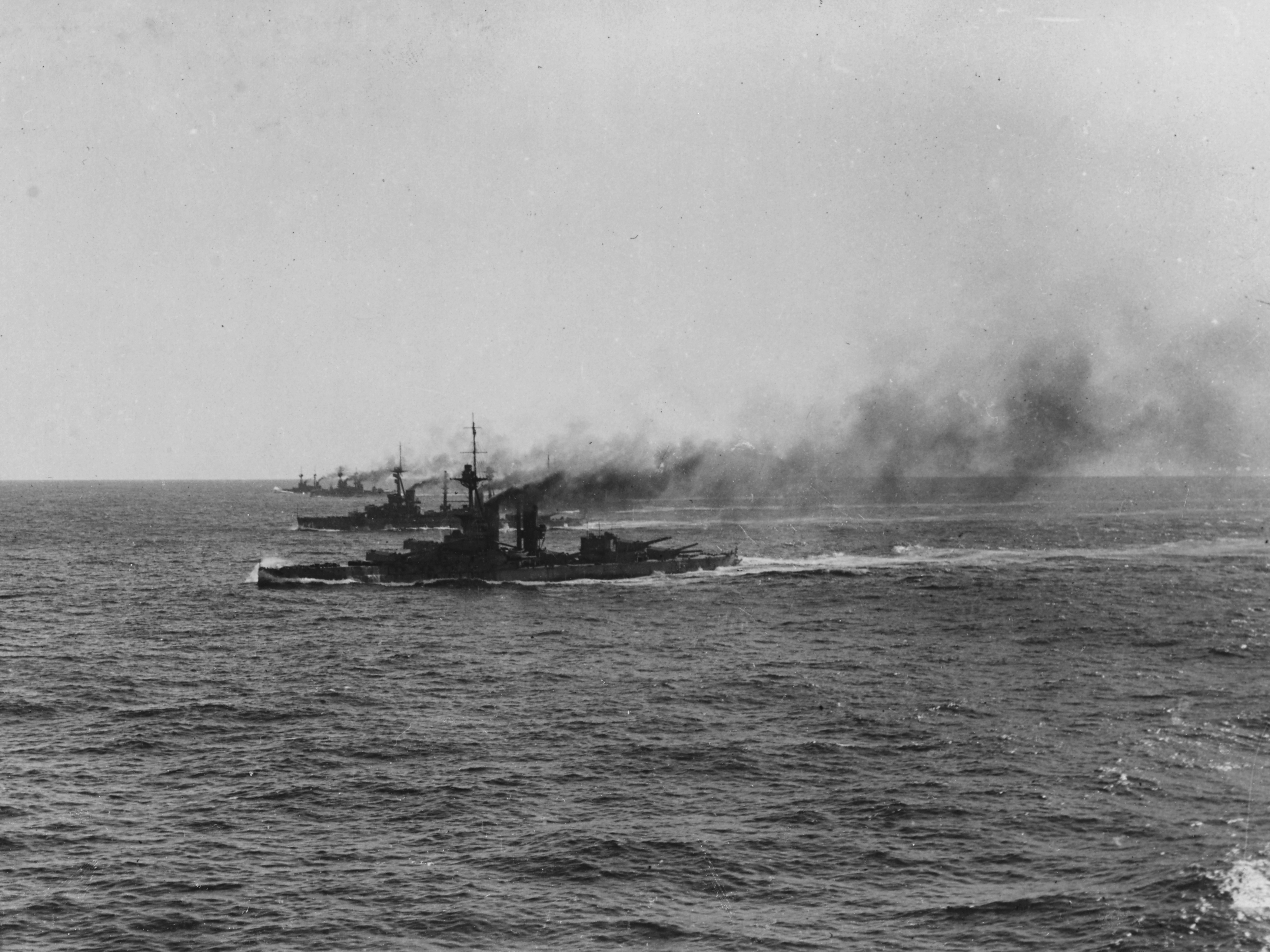
O 4º Esquadrão de Batalha navegando em linha reta no Mar do Norte, 1915. O navio mais próximo da câmera é da Classe Iron Duke (provavelmente ou). O segundo navio é o. Os dois navios à distância são (sem ordem): Bellerophon e.

Em maio, o Bellerophon foi reformado em Devonport. De 11 a 14 de junho, a frota conduziu exercícios de tiro e batalha a oeste de Shetland e mais treinamento no local a partir de 11 de julho. De 2 a 5 de setembro, a frota fez outro cruzeiro no extremo norte do Mar do Norte e conduziu exercícios de artilharia. Durante o resto do mês, a Grande Frota realizou vários exercícios de treinamento antes de fazer outra incursão no Mar do Norte de 13 a 15 de outubro. Quase três semanas depois, o Bellerophon participou de outra operação de treinamento de frota a oeste de Orkney, de 2 a 5 de novembro.
A frota partiu para um cruzeiro no Mar do Norte em 26 de fevereiro de 1916; Jellicoe pretendia usar a Força Harwich de cruzadores e contratorpedeiros para varrer a Baía de Heligoland, mas o mau tempo impediu as operações no sul do Mar do Norte. Como resultado, a operação ficou confinada ao extremo norte do mar. Outra varredura começou em 6 de março, mas teve que ser abandonada no dia seguinte porque o clima ficou severo demais para os contratorpedeiros de escolta. Na noite de 25 de março, o Bellerophon e o resto da frota partiram de Scapa Flow para apoiar os cruzadores de batalha de Beatty e outras forças leves que atacavam a base alemã de Zeppelin em Tondern. Quando a Grande Frota se aproximou da área em 26 de março, as forças britânicas e alemãs já haviam se afastado e um forte vendaval ameaçou a embarcação leve, então a frota recebeu ordens de retornar à base. Em 21 de abril, a Grande Frota realizou uma demonstração de força no Recife Horns para distrair os alemães enquanto a Marinha Imperial Russa reestabelecia seus campos minados defensivos no Mar Báltico. A frota retornou a Scapa Flow em 24 de abril e reabasteceu antes de prosseguir para o sul em resposta a relatórios de inteligência de que os alemães estavam prestes a lançar um ataque a Lowestoft, mas só chegaram à área depois que os alemães se retiraram. De 2 a 4 de maio, a frota realizou outra demonstração ao largo do recife de Horns para manter a atenção alemã focada no Mar do Norte.

#### Batalha da Jutlândia

Mapas mostrando as manobras das frotas britânica (azul) e alemã (vermelha) em 31 de maio – 1 de junho de 1916

Em uma tentativa de atrair e destruir uma parte da Grande Frota, a Frota de Alto Mar, composta por 16 dreadnoughts, 6 pré-dreadnoughts e navios de apoio, partiu de Jade Bight na manhã de 31 de maio. A frota navegou em conjunto com os cinco cruzadores de batalha do vice-almirante Franz Hipper. A Sala 40 da Marinha Real interceptou e decifrou o tráfego de rádio alemão contendo planos da operação. Em resposta, o Almirantado ordenou que a Grande Frota, totalizando cerca de 28 encouraçados e 9 cruzadores de batalha, fizesse uma surtida na noite anterior para isolar e destruir a Frota de Alto Mar.
Em 31 de maio, o Bellerophon foi o décimo quarto navio da linha de frente após a implantação. Durante a primeira fase do combate geral, o navio disparou intermitentemente contra o cruzador leve SMS Wiesbaden a partir das 18h25, e pode ter enfrentado os encouraçados alemães durante esse período, mas não afirmou ter atingido nada. Às 19h17, o navio abriu fogo contra o cruzador de batalha SMS Derfflinger e acertou um tiro que passou raspando na torre de comando. O único dano significativo causado pelo projétil perfurante e blindado (APC) foi causado por uma lasca que destruiu o telêmetro na torre 'B'. Cerca de dez minutos depois, o Bellerophon atacou várias flotilhas de contratorpedeiros alemães com seu armamento principal, sem resultado. Esta foi a última vez que o navio disparou seus canhões durante a batalha. Ele não foi danificado e disparou um total de 62 projéteis de 305 milímetros (42 APC e 21 perfurantes comuns, com reforço balístico) e 14 projéteis de seus canhões de quatro polegadas durante a batalha.

### Atividade subsequente
A Grande Frota partiu em 18 de agosto para emboscar a Frota de Alto Mar enquanto ela avançava em direção ao sul do Mar do Norte, mas uma série de falhas de comunicação e enganos impediram Jellicoe de interceptar a frota alemã antes que ela retornasse ao porto. Dois cruzadores leves foram afundados por submarinos alemães durante a operação, levando Jellicoe a decidir não arriscar as principais unidades da frota ao sul de 55° 30' Norte devido à prevalência de submarinos e minas alemães. O Almirantado concordou e estipulou que a Grande Frota não faria uma surtida a menos que a frota alemã estivesse tentando invadir a Grã-Bretanha ou houvesse uma forte possibilidade de ser forçada a um combate em condições adequadas. Em 31 de agosto, Bruen foi substituído pelo capitão Hugh Watson.

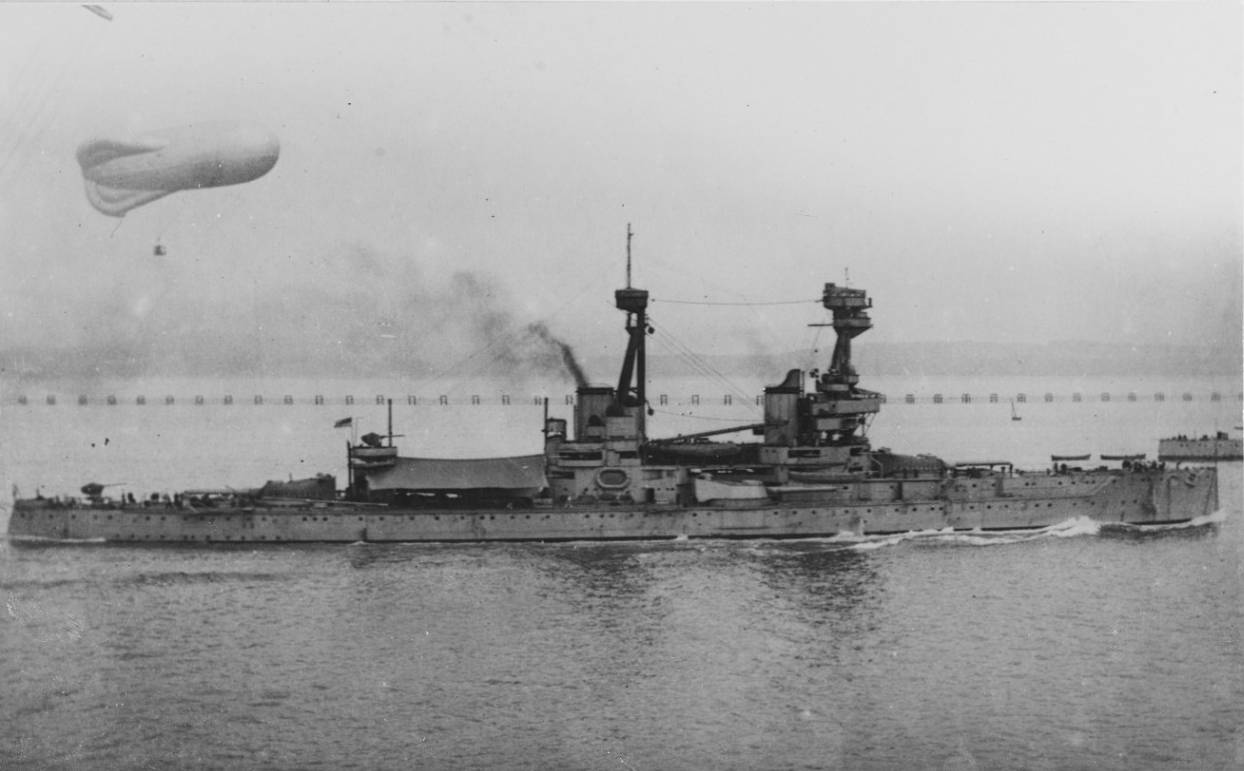
Bellerophon em andamento, 1918, com um balão amarrado no fundo superior esquerdo

Durante junho-setembro de 1917, o Bellerophon serviu como nau capitânia júnior do 4º BS, hasteando a bandeira do contra-almirante Roger Keyes e depois do contra-almirante Douglas Nicholson, enquanto a nau capitânia regular, Colossus, estava sendo reformada. O navio estava presente em Scapa Flow quando o paiol do encouraçado Vanguard explodiu em 9 de julho e seus barcos resgataram dois dos três sobreviventes. Um grande pedaço de destroços caiu em seu convés. O capitão Vincent Molteno assumiu o comando em 13 de fevereiro de 1918. Junto com o resto da Grande Frota, ele fez uma surtida na tarde de 23 de abril, depois que transmissões de rádio revelaram que a Frota de Alto Mar estava no mar após uma tentativa fracassada de interceptar o comboio regular britânico para a Noruega. Os alemães estavam muito à frente dos britânicos e nenhum tiro foi disparado. O capitão Francis Mitchell substituiu Molteno em 12 de outubro. O navio estava presente em Rosyth, na Escócia, quando a frota alemã se rendeu em 21 de novembro e Belerofonte tornou-se um navio de treinamento de artilharia em março de 1919 em Nore, pois estava completamente obsoleto em comparação com os mais recentes dreadnoughts. Mitchell foi substituído pelo capitão Humphrey Bowring em 15 de março. Ele foi substituído como navio-escola por seu navio irmão, Superb, em 25 de setembro e foi reduzido à reserva em Devonport, onde o Bellerophon iniciou uma reforma que durou até o início de janeiro de 1920. O navio estava programado para ser descartado em março de 1921 e colocado à venda em 14 de agosto. O Bellerophon foi vendido à Slough Trading Co. em 8 de novembro de 1921 por 44 mil libras esterlinas e foi revendido a uma empresa alemã em setembro de 1922. O navio partiu de Plymouth, a reboque, para a Alemanha em 14 de setembro e foi posteriormente desmantelado.